# Storena tenera
Storena tenera là một loài nhện trong họ Zodariidae.
Loài này thuộc chi Storena. Storena tenera được Tord Tamerlan Teodor Thorell miêu tả năm 1895.